# Ніч в опері
«Ніч в опері» (англ. A Night At The Opera) — музична кінокомедія 1935 за участю братів Маркс. Перший фільм Братів Маркс на MGM. Сценарій написаний за твором Джеймса Кевіна Макгіннеса, в його написанні взяв участь Бастер Кітон, хоча в титрах його ім'я не зазначається. Картину поставив режисер Сем Вуд. Фільм включено бібліотекою Конгресу США в Національний кінореєстр як «культурно, історично й естетично вагомий».

## Сюжет
Сюжет фільму досить простий, головне в картині — діалоги, пісні, музика, дія і гра Братів Маркс.
Шахрай Отіс Дріфтвуд (Граучо Маркс) придумав спосіб привласнити гроші багатої вдови, справами якої він керував. Вдова мріяла, як би пробитися у вище суспільство й Отіс підмовив її вкласти круглу суму в Нью-Йоркську оперу. Замість прославленого тенора Ласпарі Отіс найняв за «десятку» співака з хору, а залишок привласнив собі. Співак виявився дійсно гарний і за 10 доларів відпрацював на всю тисячу, а заодно підкорив серце коханої дівчини-хористки.

## В ролях
- Брати Маркс
  - Граучо Маркс — Отіс Дріфтвуд
  - Чико Маркс — Фіорелло
  - Гарпо Маркс — Томассо
- Кітті Карлайл — Роза Касталді
- Аллан Джонс — Рікардо Бароні
- Волтер Вулф Кінг — Родольфо Ласпаррі
- Сіг Руман — Герберт Готтліб
- Маргарет Дюмон — місіс Клейпул
- Едвард Кін — Капітан
- Роберт Емметт О'Коннор — Гендерсон

## Музичні номери
- «Di Quella Pira» (Джузеппе Верді «Трубадур»)
- «Miserere» (Джузеппе Верді «Трубадур»)
- «Alone»
- «Santa Lucia»
- «All I Do Is Dream of You»
- «Cosi-Cosa»
- «Take Me Out to the Ballgame»
- «Anvil Chorus» (Джузеппе Верді «Трубадур»)
- «Stride la vampa» (Джузеппе Верді «Трубадур»)
- «Strido Lassu» (Руджеро Леонкавалло)